# Love Will Drive Me Crazy
«Love Will Drive Me Crazy» (en español: «El amor me volverá loco») es el segundo sencillo del decimotercer y último álbum de Blue System, Here I Am. Es publicado en 1998 por Hanseatic M.V. y distribuido por BMG. La letra, música, arreglos y producción pertenecen a Dieter Bohlen.

## Sencillos
CD-Maxi Hansa 74321 52598 2 (BMG), 12.01.1998
1. «Love Will Drive Me Crazy» (Radio Versión)		3:35
2. «Love Will Drive Me Crazy» (Extended Version)		4:43
3. «Love Will Drive Me Crazy» (Versión instrumental)		3:56
4. «I Believe You Are An Angel»		4:00

## Créditos
- Composición - Dieter Bohlen
- Producción - Dieter Bohlen
- Arreglos - Dieter Bohlen
- Fotografía - Manfred Esser
- Diseño de carátula - Reinsberg WA Berlin
- Publicación - Warner Chappell / Blue Obsession Music
- Distribución - BMG